# Almar (distrikt)
Almar är ett distrikt i Afghanistan. Det ligger i provinsen Faryab, i den norra delen av landet, 500 kilometer väster om huvudstaden Kabul.
Distriktet beräknades år 2022 ha cirka 82 000 invånare.